# Tyrant (serie de televisión)
Tyrant fue una serie de televisión estadounidense creada por Gideon Raff y transmitida por FX. Se estrenó el 24 de junio de 2014.
La primera temporada consta de 10 capítulos y finalizó en agosto de 2014, la segunda temporada tiene 12 capítulos y se estrenó en el año 2015. El 8 de octubre de 2015, FX renovó la serie para una tercera temporada, en emisión en verano del 2016, que consta de 10 capítulos y fue la última de la serie.

## Argumento
Bassam "Barry" Al-Fayeed (Adam Rayner), el hijo menor de un infame tirano de Oriente Medio, ha estado huyendo de su pasado durante 20 años. Él es el segundo hijo del dictador de un país ficticio de Medio Oriente llamado «Abbudin». Bassam había decidido, siendo joven, ir a Los Ángeles, Estados Unidos, escapando de los mandatos familiares y allí forma su familia, se recibe y trabaja de médico pediatra.
El país Abbudin está en pleno caos cuando el personaje central debe volver a dicho lugar para la boda de su sobrino. Es así que su vuelta representa la rememoración del pasado, del que quiso huir, y la inevitable intervención en los asuntos familiares y políticos del presente.
Otro de los personajes principales es el hermano mayor de Bassam, Jamal Al Fayeed (Ashraf Barhom), quien tiene un incondicional afecto por su hermano menor y hará todo lo posible porque este permanezca en el país y lo asesore en cuestiones políticas, más allá de las negativas de Bassam.

## Elenco

### Elenco principal
- Adam Rayner como Bassam "Barry" Al Fayeed.
- Jennifer Finnigan como Molly Al Fayeed.
- Ashraf Barhom como Jamal Al Fayeed.
- Moran Atias como Leilah Al Fayeed.
- Noah Silver como Sammy Al Fayeed.
- Anne Winters como Emma Al Fayeed.
- Mehdi Dehbi como Abdul.
- Salim Daw como Yussef.
- Alice Krige como Amira Al Fayeed.
- Justin Kirk como John Tucker.

### Elenco recurrente
- Mor Polanuer como Samira Nadal.
- Raad Rawi como Tariq Al Fayeed.
- Cameron Gharaee como Ahmed Al Fayeed.
- Sibylla Deen como Nusrat Al Fayeed.
- Oshrat Ingedashet como Rimma.

## Episodios

### Temporada 1 (2014)
| N.º | Título                     | Director              | Guionista                                                          | Primera emisión      | Audiencia (en millones) |
| --- | -------------------------- | --------------------- | ------------------------------------------------------------------ | -------------------- | ----------------------- |
| 1   | «Pilot»                    | David Yates           | Gideon Raff                                                        | 24 de junio de 2014  | 2.10                    |
| 2   | «State of Emergency»       | Michael Lehmann       | Howard Gordon & Craig Wright                                       | 1 de julio de 2014   | 1.38                    |
| 3   | «My Brother's Keeper»      | Michael Lehmann       | Glenn Gordon Caron                                                 | 8 de julio de 2014   | 1.70                    |
| 4   | «Sins of the Father»       | Jeremy Podeswa        | Peter Noah                                                         | 15 de julio de 2014  | 1.57                    |
| 5   | «Hail Mary»                | David Petrarca        | Chris Levinson                                                     | 22 de julio de 2014  | 1.50                    |
| 6   | «What the World Needs Now» | Tucker Gates          | Historia por: Arika Lisanne Mitmann Guion por: Glenn Gordon Caron  | 29 de julio de 2014  | 1.43                    |
| 7   | «Preventative Medicine»    | Marcos Siega          | Arika Lisanne Mitmann                                              | 5 de agosto de 2014  | 1.34                    |
| 8   | «Meet the New Boss»        | Charlotte Sieling     | David Matthews                                                     | 12 de agosto de 2014 | 1.53                    |
| 9   | «Gaslight»                 | Gwyneth Horder-Payton | Historia por: Chris Levinson Guion por: Peter Noah & Nadia Conners | 19 de agosto de 2014 | 1.45                    |
| 10  | «Gone Fishing»             | Michael Lehmann       | Howard Gordon & Chris Keyser                                       | 26 de agosto de 2014 | 1.52                    |

### Temporada 2 (2015)
| N.º (serie) | N.º (temporada) | Título                       | Director              | Guionista                                                   | Primera emisión         | Audiencia (en millones) |
| ----------- | --------------- | ---------------------------- | --------------------- | ----------------------------------------------------------- | ----------------------- | ----------------------- |
| 11          | 1               | Mark of Cain                 | Gwyneth Horder-Payton | Howard Gordon & Chris Keyser                                | 16 de junio de 2015     | 1.06                    |
| 12          | 2               | Enter the Fates              | Gwyneth Horder-Payton | Glenn Gordon Caron                                          | 23 de junio de 2015     | 1.15                    |
| 13          | 3               | Faith                        | Alex Zakrzewski       | Chris Keyser & Howard Gordon                                | 30 de junio de 2015     | 1.10                    |
| 14          | 4               | A House Built on Sand        | Alex Zakrzewski       | Addison McQuigg & Cassie Pappas                             | 7 de julio de 2015      | 1.24                    |
| 15          | 5               | A Viper in the Palace        | David Petrarca        | Mark Richard                                                | 14 de julio de 2015     | 1.17                    |
| 16          | 6               | The Other Brother            | Kari Skogland         | David Fury                                                  | 21 de julio de 2015     | 1.08                    |
| 17          | 7               | The Awful Grace of God       | Gwyneth Horder-Payton | Chris Keyser                                                | 28 de julio de 2015     | 1.20                    |
| 18          | 8               | Fathers and Sons             | Ernest Dickerson      | Cassie Pappas & Addison McQuigg                             | 4 de agosto de 2015     | 1.13                    |
| 19          | 9               | Inside Men and Outside Women | Andrew Bernstein      | Glenn Gordon Caron                                          | 11 de agosto de 2015    | 1.35                    |
| 20          | 10              | Zanjir                       | Peter Weller          | Howard Gordon & Chris Keyser                                | 18 de agosto de 2015    | 1.20                    |
| 21          | 11              | Desert Storm                 | Ciaran Donnelly       | Historia : David Fury Guion : Mark Richard & Mando Alvarado | 25 de agosto de 2015    | 1.23                    |
| 22          | 12              | Pax Abuddin                  | Gwyneth Horder-Payton | Chris Keyser and Howard Gordon                              | 1 de septiembre de 2015 | 1.25                    |

### Temporada 3 (2016)
| N.º (serie) | N.º (temporada) | Título                     | Director              | Guionista                                                     | Primera emisión         | Audiencia (en millones) |
| ----------- | --------------- | -------------------------- | --------------------- | ------------------------------------------------------------- | ----------------------- | ----------------------- |
| 23          | 1               | Spring                     | Gwyneth Horder-Payton | Christopher Keyser                                            | 6 de julio de 2016      | 1.04                    |
| 24          | 2               | Cockroach                  | Alex Zakrzewski       | Addison McQuigg                                               | 13 de julio de 2016     | 0.71                    |
| 25          | 3               | The Dead and the Living    | Gwyneth Horder-Payton | Howard Gordon & Christopher Keyser                            | 20 de julio de 2016     | 0.74                    |
| 26          | 4               | A Prayer for our Daughters | Michael Lehmann       | Emmy Grinwis                                                  | 27 de julio de 2016     | 0.78                    |
| 27          | 5               | A Rock and A Hard Place    | Deborah Chow          | Anna Fishko                                                   | 3 de agosto de 2016     | 0.83                    |
| 28          | 6               | Truth and Dignity          | Charlotte Brändström  | Amy Louise Johnson & Kelly Wiles                              | 10 de agosto de 2016    | 0.77                    |
| 29          | 7               | Bedfellows                 | Peter Weller          | Daniel Goldfarb                                               | 17 de agosto de 2016    | 0.62                    |
| 30          | 8               | Ask for the Earth          | Alrick Riley          | Christopher Keyser                                            | 24 de agosto de 2016    | 0.81                    |
| 31          | 9               | How to Live                | Peter Weller          | Historia : Anna Fishko Guion : Emmy Grinwis & Addison McQuigg | 31 de agosto de 2016    | 0.83                    |
| 32          | 10              | Two Graves                 | Gwyneth Horder-Payton | Christopher Keyser & Howard Gordon                            | 7 de septiembre de 2016 | 0.72                    |